# Èpicles
Èpicles (en grec antic: Ἐπικλῆς, llatí: Epicles) va ser un metge de l'antiga Grècia dels segles ii i i aC.
És conegut per una referència d'Erotià, segons el qual va fer un resum del glossari hipocràtic de Baqueu de Tànagra, un lèxic de mots obsolets que apareixen als llibres d'Hipòcrates, organitzat en ordre alfabètic.